# Olha Hurkovska
Olha Hurkovska –en ucraniano, Ольга Гурковська– (30 de junio de 1985) es una deportista ucraniana que compitió en remo. Ganó tres medallas en el Campeonato Europeo de Remo entre los años 2009 y 2012.

## Palmarés internacional
| Campeonato Europeo | Campeonato Europeo  | Campeonato Europeo | Campeonato Europeo |
| Año                | Lugar               | Medalla            | Prueba             |
| ------------------ | ------------------- | ------------------ | ------------------ |
| 2009               | Brest (Bielorrusia) | Medalla de bronce  | Ocho con timonel   |
| 2011               | Plovdiv (Bulgaria)  | Medalla de bronce  | Ocho con timonel   |
| 2012               | Varese (Italia)     | Medalla de oro     | Cuatro scull       |